# Lista de consortes atuais

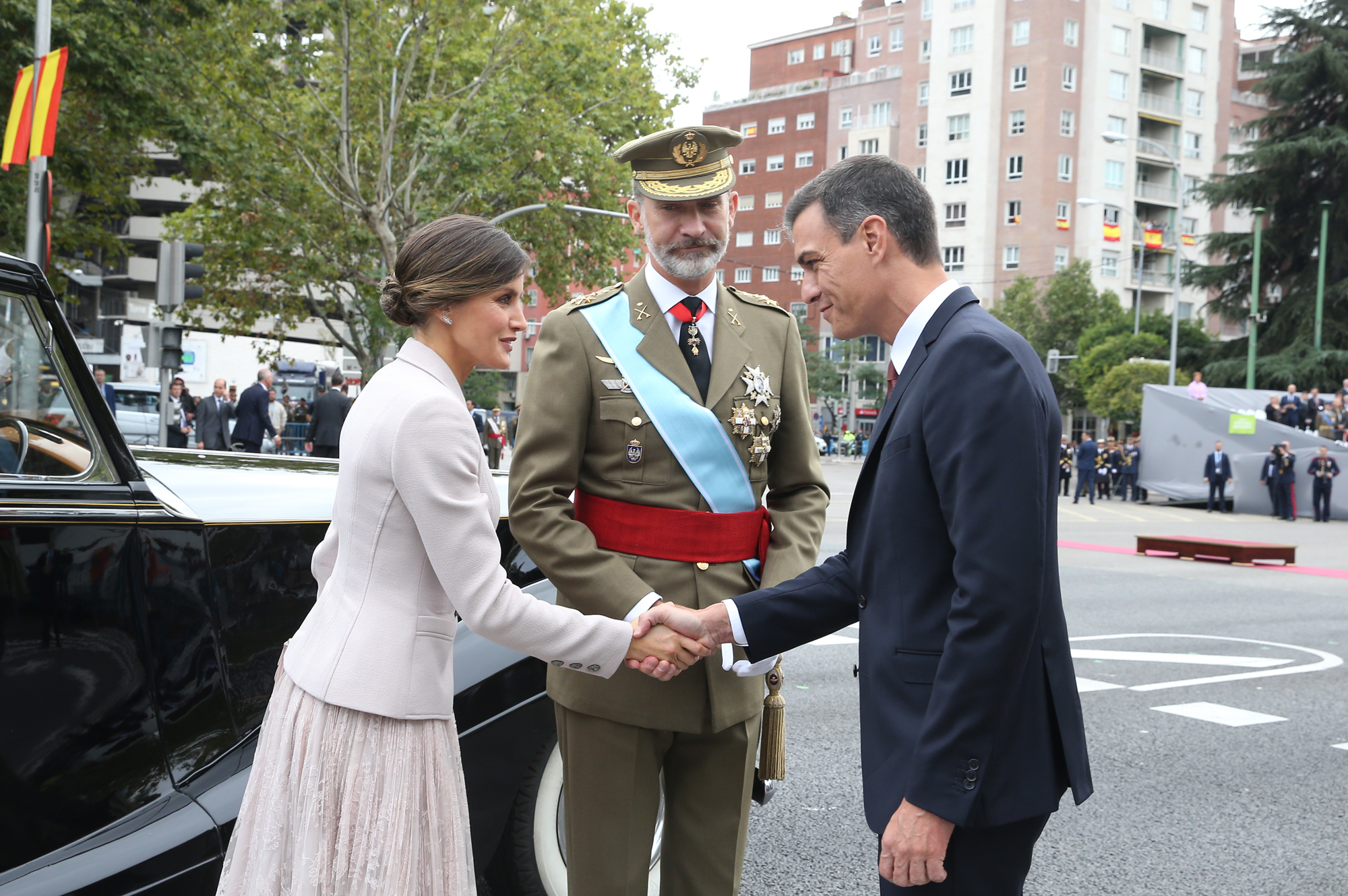
Rainha Letícia e o Rei Filipe VI, casal de monarcas da Espanha, cumprimentam o Presidente do Governo Pedro Sánchez, em 2018. Atualmente, a maioria dos consortes reais desempenham funções cerimoniais em companhia do monarca reinante.

Esta é uma lista de consortes de soberanos atuais de acordo com sua data de casamento e ascensão ao cargo. O consorte é a denominação que comumente recebe o cônjuge de um monarca reinante da maioria das nações monárquicas contemporâneas e ao longo da história. Devido sua posição destacada e papel central nas famílias reais, o consorte costuma desempenhar uma série de funções oficiais e cerimônias de Estado, geralmente em companhia ao monarca. Não muito raramente, o consorte é também um dos progenitores dos herdeiros ao trono e, portanto, sua posição é tida como de grande relevância para a sucessão monárquica.
A figura do consorte recebe maior destaque nos países ocidentais, onde a cultura marcadamente cristã costuma enfatizar o papel do cônjuge na formação familiar e na sociedade. Especialmente nas monarquias ocidentais, o consorte do soberano costuma receber títulos e tratamentos específicos em equivalência ao título do soberano, como "Príncipe Consorte" ou "Rainha Consorte". Entretanto, a maioria das monarquias não possui regras que formalizem a titulação de cônjuges de seus soberanos, sendo que em alguns reinos estes não possuem um título oficial e seu tratamento é proveniente do costume local.
Atualmente, todos os consortes de monarcas soberanos são mulheres e a maioria delas nascida fora do círculo da nobreza. Além disso, notadamente Charlene do Mônaco (nascida na África do Sul), Matilde da Bélgica (nascida na Argentina), Maria da Dinamarca (nascida na Austrália) e Maria Teresa de Luxemburgo (nascida em Cuba) são consortes reais nascidas fora do país em que reinam. Por outro lado, Camila do Reino Unido permanece reconhecida como consorte na maior coletividade de territórios e países, visto que o Soberano britânico é chefe de Estado dos Reinos da Comunidade das Nações além do Reino Unido. Dentre todos os Estados monárquicos atuais, apenas o Vaticano não possui o cargo de consorte real por ser uma monarquia eletiva encabeçada pelo Bispo de Roma, um clérigo celibatário da Igreja Católica Romana..

## Consortes de monarcas atuais
| Consorte                            | Imagem                      | Estado         | Nascimento                              | Casamento                                           | Coroação                | Ref.                 |
| ----------------------------------- | --------------------------- | -------------- | --------------------------------------- | --------------------------------------------------- | ----------------------- | -------------------- |
| Brigitte Macron Consorte            | Brigitte Macron             | Andorra        | 13 de abril de 1953                     | Emmanuel Macron 20 de outubro de 2007 Sem filhos    | 14 de maio de 2017      | [ 8 ] [ 9 ] [ 10 ]   |
| Fahda bint Falah Princesa           | Fahda bint Falah            | Arábia Saudita | 1965                                    | Salman 1984 6 filhos                                | 23 de janeiro de 2015   | [ 11 ]               |
| Sabika bint Ibrahim Princesa        | Sabika bint Ibrahim         | Bahrein        | 1948                                    | Hamad bin Isa 9 de outubro de 1968 4 filhos         | 14 de fevereiro de 2002 | [ 12 ] [ 13 ]        |
| Matilde Rainha da Bélgica           | Matilde da Bélgica          | Bélgica        | 6 de maio de 1699 Palácio Real de Turim | Filipe 4 de dezembro de 1999 4 filhos               | 21 de julho de 2013     | [ 14 ]               |
| Anak Saleha Rainha-Consorte         | Anak Saleha                 | Brunei         | 7 de outubro de 1946                    | Hassanal Bolkiah 29 de julho de 1965 1 filho        | 4 de outubro de 1967    | [ 15 ]               |
| Jetsun Pema Rainha-Consorte         | Jetsun Pema                 | Butão          | 4 de junho de 1990                      | Jigme Khesar 13 de outubro de 2011 3 filhos         | 13 de outubro de 2011   | [ 16 ]               |
| Jawaher bint Xeica-Consorte         | Jawaher bint Hamad al-Thani | Catar          | 1984                                    | Tamim bin Hamad 8 de janeiro de 2005 4 filhos       | 25 de junho de 2013     | [ 17 ]               |
| Maria Rainha-Consorte               | Maria da Dinamarca          | Dinamarca      | 5 de fevereiro de 1972                  | Frederico X 14 de maio de 2004 4 filhos             | 14 de janeiro de 2024   | [ 18 ] [ 19 ] [ 20 ] |
| Letícia Rainha da Espanha           | Letícia da Espanha          | Espanha        | 15 de setembro de 1972                  | Filipe VI 22 de maio de 2004 2 filhos               | 19 de junho de 2014     | [ 21 ]               |
| Sibonelo Mngometulu Rainha-Consorte | Sibonelo Mngometulu         | Essuatíni      | 16 de junho de 1969                     | Mswati III 1986 2 filhos                            | 25 de abril de 1986     | [ 22 ]               |
| Masako Imperatriz-Consorte          | Masako do Japão             | Japão          | 9 de dezembro de 1963                   | Naruhito 9 de junho de 1993 1 filho                 | 1 de maio de 2019       | [ 23 ]               |
| Rania Rainha-Consorte               | Rania da Jordânia           | Jordânia       | 31 de agosto de 1970                    | Abdullah II 10 de junho de 1993 4 filhos            | 7 de fevereiro de 1999  | [ 24 ] [ 25 ]        |
| Masenate Seeiso Rainha-Consorte     | Masenate Mohato Seeiso      | Lesoto         | 2 de junho de 1976                      | Letsie III 18 de fevereiro de 2000 3 filhos         | 18 de fevereiro de 2000 | [ 26 ]               |
| Maria Teresa Grã-Duquesa-Consorte   | Maria Teresa de Luxemburgo  | Luxemburgo     | 22 de março de 1956                     | Henrique 14 de fevereiro de 1981 5 filhos           | 7 de outubro de 2000    | [ 27 ] [ 28 ] [ 29 ] |
| Zarith Sofiah Rainha-Consorte       |                             | Malásia        | 14 de agosto de 1959                    | Ibrahim Ismail 22 de setembro de 1982 6 filhos      | 31 de janeiro de 2024   | [ 30 ] [ 31 ] [ 32 ] |
| Lalla Salma Princesa Consorte       | Lalla Salma de Marrocos     | Marrocos       | 10 de maio de 1977                      | Maomé VI 12 de dezembro de 2001 2 filhos            | 21 de março de 2002     | [ 33 ] [ 34 ] [ 35 ] |
| Charlene Princesa Consorte          | Charlene, Princesa Consorte | Mónaco         | 25 de janeiro de 1978                   | Alberto II 1 de julho de 2011 2 filhos              | 1 de julho de 2011      | [ 36 ] [ 37 ] [ 38 ] |
| Sônia Rainha-Consorte               | Sônia da Noruega            | Noruega        | 4 de julho de 1937                      | Haroldo V 29 de agosto de 1968 2 filhos             | 17 de janeiro de 1991   | [ 39 ] [ 40 ] [ 41 ] |
| Ahad bint Abdullah Saíde de Omã     |                             | Omã            | 4 de abril de 1970                      | Haitham bin Tariq 1990 4 filhos                     | 11 de janeiro de 2020   | [ 42 ]               |
| Máxima Rainha-Consorte              | Máxima dos Países Baixos    | Países Baixos  | 17 de maio de 1971                      | Guilherme Alexandre 2 de fevereiro de 2002 3 filhos | 30 de abril de 2013     | [ 43 ] [ 44 ] [ 45 ] |
| Camila Rainha-Consorte              | Camila do Reino Unido       | Reino Unido    | 17 de julho de 1947                     | Carlos III 9 de abril de 2005 Sem filhos            | 6 de maio de 2023       | [ 46 ] [ 47 ] [ 48 ] |
| Sílvia Rainha-Consorte              | Sílvia da Suécia            | Suécia         | 23 de dezembro de 1943                  | Carlos XVI Gustavo 19 de junho de 1976 3 filhos     | 19 de junho de 1976     | [ 49 ] [ 50 ] [ 51 ] |
| Suthida Rainha-Consorte             | Suthida da Tailândia        | Tailândia      | 3 de junho de 1978                      | Maha Vajiralongkorn 1 de maio de 2019 Sem filhos    | 4 de maio de 2019       | [ 52 ] [ 53 ] [ 54 ] |

## Consortes falecidos
A lista abaixo contempla consortes de monarcas soberanos atuais que faleceram e cujo cônjuge está atualmente no trono.
| Reino         | Consorte | Consorte                | Casamento           | Coroação               | Data de falecimento  | Monarca                        | Ref.   |
| ------------- | -------- | ----------------------- | ------------------- | ---------------------- | -------------------- | ------------------------------ | ------ |
| Liechtenstein |          | Princesa-Consorte Maria | 30 de julho de 1967 | 13 de novembro de 1989 | 21 de agosto de 2021 | Príncipe-Soberano Hans-Adam II | [ 55 ] |

## Consortes eméritas
A lista abaixo contempla consortes de monarcas soberanos que renunciaram ao trono.
| Reino   | Consorte | Consorte                            | Casamento           | Coroação               | Monarca           | Ref. |
| ------- | -------- | ----------------------------------- | ------------------- | ---------------------- | ----------------- | ---- |
| Bélgica |          | Rainha emérita Paula                | 2 de julho de 1959  | 9 de agosto de 1993    | Rei Alberto II    |      |
| Espanha |          | Rainha emérita Sofia                | 14 de maio de 1962  | 22 de novembro de 1975 | Rei Juan Carlos   |      |
| Japão   |          | Imperatriz-Consorte-Emérita Michiko | 10 de abril de 1959 | 7 de janeiro de 1989   | Imperador Akihito |      |